# Spectrum HoloByte
Spectrum HoloByte è stata un'azienda statunitense produttrice di videogiochi, attiva tra l'inizio degli anni 1980 e la fine degli anni 1990.

## Storia
Fondata nel 1983, ha sviluppato nel corso degli anni diversi titoli perlopiù per PC IBM e compatibili, come i simulatori di volo della serie Falcon e l'avventura grafica Star Trek: The Next Generation – A Final Unity; ha inoltre pubblicato il simulatore di guida Vette! e ha esportato, rispettivamente dall'Unione Sovietica e dal Giappone, Tetris e Sokoban. Nel dicembre 1993 si è unita a MicroProse, mantenendo però attivi entrambi i marchi fino al 1996, quando i titoli pubblicati da entrambe uscivano sotto etichetta MicroProse. Nel 1998, con l'acquisto di quest'ultima da parte di Hasbro Interactive, gli studi di Alameda sono stati chiusi definitivamente.